# Schlüsselbeißen
Schlüsselbeißen (auch Bartbeißen) bezeichnet einen alten Handwerksbrauch (Initiationsritus) der Schlosser, um aus einem Lehrling einen Gesellen zu machen. Dabei wurde dem Probanden von einem Altgesellen ein zumeist recht großer Schlüssel in den Mund gesteckt und dreimal umgedreht (was manchmal nicht ohne Verletzungen abging). Durch dieses sinnbildliche Lösen der Zunge durfte er nun im Kreise der Gesellen frei seine Stimme erheben. Gelegentlich erhielt der Proband auch noch einen sogenannten Ritterschlag mit einer Feile. Daran schloss sich meist ein gemeinsames Essen der Gesellen an.
Der Brauch des Schlüsselbeißens fand außerdem auch bei den Büchsenmachern Verwendung, was auf die frühere Zugehörigkeit der Büchsenmacherei zur Schlosserbruderschaft zurückzuführen ist.